# Henry Montgomery Lawrence
Sir Henry Montgomery Lawrence (Matara, 28 giugno 1806 – Lucknow, 4 luglio 1857) è stato un militare britannico. Fu residente a Lahore e commissario capo dell'Oudh. È noto soprattutto per aver guidato un gruppo di amministratori del Punjab soprannominati Henry Lawrence's "Young Men", per essere stato fondatore dei Lawrence Military Asylums e per la sua morte nell'assedio di Lucknow, durante i moti indiani del 1857.

## Gioventù
Lawrence nacque nel giugno 1806 a Matara, nella Ceylon britannica, da una famiglia di scozzesi dell'Ulster. Sua madre Letitia era figlia del reverendo George Knox della contea di Donegal, mentre suo padre, il tenente colonnello Alexander William Lawrence, era figlio di un proprietario di mulini di Coleraine, contea di Londonderry e si distinse nell'assedio di Seringapatnam del 1799. I Lawrence ebbero sette figli. Il primo morì in tenera età; il quinto all'età di diciotto anni, mentre i restanti cinque si distinsero tutti in India, in particolare George St Patrick Lawrence e John Lawrence.
Nel 1812 Lawrence, insieme ai fratelli maggiori Alexander e George, fu mandato al Foyle College di Derry, dove era preside loro zio, il reverendo James Knox. Nel 1818 tornò a vivere con i genitori, che nel frattempo si erano stabiliti a Bristol. In quella città Lawrence completò gli studi. Il padre, risentito per la mancanza di riconoscimenti per il servizio prestato nell'esercito britannico, incoraggiò i figli a entrare nel servizio della Compagnia britannica delle Indie Orientali e così nell'agosto del 1820 Lawrence, sempre insieme ai fratelli maggiori, entrò nell'Addiscombe Military Seminary, il seminario militare della Compagnia. Mentre era in seminario fu salvato dall'annegamento da un compagno di corso, Robert Guthrie MacGregor. Sempre in quel periodo provò simpatia e compassione per una signora in condizioni di povertà: chiese vecchi abiti alla sua famiglia e poi glieli portò per le strade di Londra. Questa signora sarà da lui ricordata nel testamento, circa trentacinque anni dopo. Tra i suoi compagni di classe ad Addiscombe c'era Sir Frederick Abbott.

## Inizi della carriera

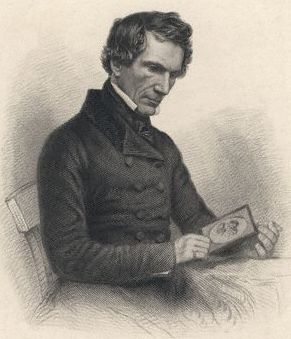
Henry Montgomery Lawrence

Nel 1822, uscito da Addiscombe, Lawrence fu nominato sottotenente del Bengal artillery; l'anno successivo arrivò in India. Era di stanza a Dum Dum, dove nello stesso periodo era di stanza anche Henry Havelock. Entrò in azione nella prima guerra anglo-birmana e, diciottenne, comandò una batteria che faceva parte della colonna di Chittagong, che il generale Joseph Wanton Morrison aveva condotto sulle colline coperte di giungla dell'Arakan. Prestò servizio per due anni in Birmania, fino a quando la spedizione fu decimata dalla febbre: lo stesso Lawrence rischiò di morire di questa malattia. Tornato a Dum Dum, fu inviato per la convalescenza prima a Penang e poi a Canton. Poiché questi cambiamenti di clima non avevano avuto effetti positivi sulla sua salute, fu rimpatriato. Durante la sua permanenza in Inghilterra visse con la famiglia a Bristol, dove incontrò la futura moglie, Honoria Marshall. Nell'autunno del 1828 gli fu offerta l'opportunità di assistere a rilievi trigonometrici in Irlanda.
Il 2 settembre 1829 Lawrence salpò per l'India con il fratello John, che aveva da poco terminato gli studi all'East India Company College. I fratelli si separarono a Calcutta e Lawrence tornò al suo reggimento a Karnal, sulla frontiera sikh, dove era di stanza il fratello maggiore George. Nel 1831 fu trasferito a Kanpur, nell'artiglieria a cavallo, e l'anno successivo superò gli esami di indostano e di persiano, con l'obiettivo di ottenere un posto nel servizio civile.

### Indagine sulle entrate dell'India
Nel 1833 fu nominato assistente al Revenue Survey of India da Lord William Bentinck. Fu assegnato alla sede di Gorakhpur con l'icarico di tracciare i confini dei villaggi e dei campi in alcuni grandi distretti, classificandoli in base alla qualità del suolo e all'estensione delle proprietà, e di esaminare e registrare i diritti dei richiedenti. Percepì subito l'urgente necessità di canali più grandi e di strade migliori e sostenne che "il contadino, il soldato, il poliziotto, il viaggiatore, il commerciante, vogliono tutti più strade. Costruite strade in ogni direzione". Lawrence divenne noto per il suo zelo, la sua lotta contro le frodi e, a volte, la sua durezza nei confronti dei corrotti. Nel 1837 il segretario del Board of Revenue segnalò al luogotenente governatore delle Province del Nord-Ovest:
Lawrence portò a termine con successo l'incarico e si guadagnò da parte di James Thomason il soprannome di Gunpowder ("Polvere da sparo") per la sua "forza esplosiva che frantumava tutti gli ostacoli". Nel 1835 il padre di Lawrence morì, lasciando la madre senza un soldo. Lawrence e i suoi fratelli si fecero carico di versare un'indennità alla madre. Nel luglio 1837 Honoria Marshall arrivò a Hooghly e il 21 agosto 1837 Henry e Honoria si sposarono nella chiesa della missione a Calcutta. Honoria accompagnò Lawrence a Gorakpur, dove divenne la sua entuasista assistente. Alla fine del 1837 Lawrence completò il suo lavoro a Gorakpur e partì per Allahabad. Continuò a svolgere il suo lavoro fino all'agosto del 1838, quando gli fu ordinato di tenersi pronto a rientrare nell'esercito, in vista della guerra con l'Afghanistan.

### Ferozepur
Nell'ottobre 1838 Lawrence partì da Allahabad per unirsi all'artiglieria a cavallo di Alexander Burnes, parte di un'"Armata dell'Indo". In quel periodo ricevette un'offerta di cento rupie al mese da un giornale di Calcutta per fare il corrispondente durante la guerra, e accettò a condizione di mantenere l'anonimato, di non fornire alcuna informazione che non fosse corretta e che il denaro guadagnato sarebbe stato devoluto al Calcutta Orphan Asylum e alla Benevolent Institution. Quando l'esercito ricevette l'ordine di fermarsi, divenne assistente di Sir George Russell Clerk, aggiungendo alla sua esperienza politica la gestione del distretto di Ferozepur. In quella città Lawrence svolse le funzioni di esattore, magistrato, ingegnere civile e militare, unico fornitore e pagatore delle truppe che attraversavano il distretto. Fu chiamato a risolvere una disputa di confine sulla sponda britannica del Sutlej: impressionò a tal punto i capi delle aree circostanti per la sua sagacia e correttezza, che alcuni signori negli Stati olterconfine chiesero il suo aiuto per risolvere le loro dispute di confine. Nel giugno del 1839 il maharaja Ranjit Singh morì e si cominciò a parlare di guerra con l'Impero Sikh. Lawrence trascorse gran parte del periodo studiando la storia e la cultura sikh e scrivendo un libro sul Punjab.

### Peshawar

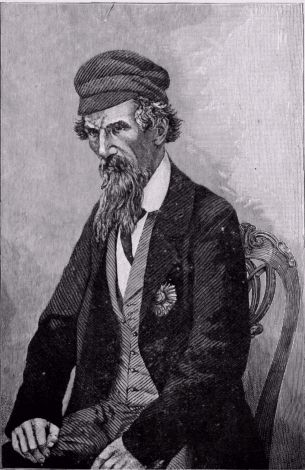
Henry Montgomery Lawrence, da una fotografia di Ahmed Ali Khan, 1857

Quando la notizia della rivolta afghana giunse da Kabul nel novembre 1841, Lawrence fu incaricato di organizzare il soccorso a Sir Robert Sale e alla guarnigione di Jalalabad, preparando la strada per una spedizione attraverso le quattrocento miglia tra Ferozepur e il passo Khyber. Chiese alle autorità sikh di mettere a sua disposizione dei cannoni, e riuscì ad ottenerli nonostante l'iniziale riluttanza dell'ariglieria sikh. Si recò quindi a Peshawar, dove fu responsabile di organizzare gli alleati sikh e di aiutare a preparare l'esercito di Sir George Pollock. Lawrence sperava di accompagnare Pollock nella spedizione di Kabul del 1842, ma gli fu preferito il collega Frederick Mackeson. Gli fu invece permesso di rimanere in servizio nella sua vecchia unità fino alla conquista del passo Khyber. Alla fine della guerra tornò a Ferozepur, dove il governatore generale dell'India incontrò gli eserciti di Pollock, Sale e Nott.
Nel gennaio 1843 Lawrence fu nominato sovrintendente di Dehradun. Poiché risultò che questo incarico era precluso agli ufficiali militari, fu trasferito ad Ambala, come assistente dell'inviato a Lahore. Poco dopo aver assunto l'incarico, guidò una spedizione militare nel Khytul e gli fu quindi ordinato di amministrare la regione. Nonostante il breve periodo trascorsovi, Lawrence introdusse nel Khytul una serie di riforme, tra cui la riduzione delle tasse, l'abolizione del lavoro forzato, un sistema giudiziario rapido e la punizione della corruzione. Inoltre, se necessario, rimetteva l'imposta fondiaria dovuta da un coltivatore fino a quando questi non fosse stato in grado di migliorare la sua condizione economica, permettendo, in sostituzione del pagamento delle tasse, la realizzazione di lavori di pubblica utilità, come lo scavo di pozzi. Lawrence fu deluso dalla mancanza di riconoscimenti per il suo contributo alla guerra e dai continui trasferimenti, ma nello stesso anno fu elevato al grado di maggiore e nominato alla prestigiosa e ben retribuita carica di residente nel Regno del Nepal.

## Residente in Nepal
Lawrence arrivò a Kathmandu nel novembre del 1843, senza poter portare con sé la moglie, poiché a quel tempo le donne europee non potevano entrare in Nepal. Ben presto però, come gesto di buona volontà, a Honoria fu concessa la rara eccezione di raggiungere il marito. Durante la sua permanenza in Nepal, con l'ordine di non interferire nell'amministrazione interna del Regno, Lawrence dedicò gran parte del suo tempo all'attività letteraria, assistito dalla moglie. Scrisse un libro in difesa di Sir William Hay Macnaghten, nel quale includeva passaggi che preannunciavano i futuri moti indiani, lamentando la cieca fiducia in sé stessi dei britannici in India, l'impreparazione di fronte allo scontento, la mancanza di rifornimenti e la debolezza delle guarnigioni britanniche. Collaborò anche al Calcutta Review, diretto da Sir John Kaye. In un articolo intitolato The Military Defence of our Indian Empire, egli insistette sulla necessità che il governo fosse sempre pronto alla guerra, un'opinione che fu criticata dal suo editore. Fu a Kathmandu che Lawrence e sua moglie proposero per la prima volta l'idea di costruire case in collina, dove il clima era più fresco, per i figli degli ufficiali britannici in servizio.

## Punjab
Nel 1845 l'instabilità dell'Impero Sikh portò a crescenti tensioni con le province vicine. Gli articoli di Lawrence sul Calcutta Review avevano attirato l'attenzione di Henry Hardinge, il nuovo governatore generale dell'India, che era rimasto colpito dalla sua conoscenza della regione. Hardinge nominò Lawrence suo assistente politico dopo la morte di George Broadfoot all'inizio della prima guerra anglo-sikh. Lawrence fu presente alla decisiva battaglia di Sobraon, che portò alla conclusione della guerra. In qualità di agente politico rispose alle accuse secondo cui i principali capi sikh avrebbero tradito i loro compatrioti a Sobraon e venduto la battaglia ai britannici, negando di essere a conoscenza del tradimento da parte dei capi sikh e dell'interferenza di funzionari britannici.

### Lahore
Dopo la vittoria di Sobraon, Lawrence consigliò al governatore generale di non annettere il Punjab, ma di ricostruire l'Impero Sikh sotto lo stretto controllo militare britannico, come prevedeva il trattato di Lahore, in base al quale una guarnigione britannica doveva essere dislocata a Lahore proprio a questo scopo. Lawrence trascorse i tre mesi successivi come agente a Lahore. Nei suoi diari scriverà le sue intenzioni in merito al suo ruolo:
Durante questo periodo il Kashmir fu venduto dai britannici a Gulab Singh, il raja di Jammu, una decisione che causò notevoli disordini a Lahore. Quando scoppiò una ribellione, presumibilmente istigata da Lal Singh a sostegno del governatore sikh in carica, Lawrence accompagnò personalmente un corpo di truppe sikh in Kashmir, a sostegno di Gulab Singh. Grazie al suo sostegno a Gulab Singh, Lawrence fu in grado di esercitare un potere significativo sulla dinastia Dogra, inducendo il maharaja del Jammu e Kashmir ad abolire il sati, l'infanticidio femminile e la schiavitù infantile in tutti i suoi domini, e attirando un notevole sostegno finanziario per le sue successive iniziative filantropiche.
I termini del trattato di Lahore consentivano alle truppe britanniche di rimanere nel Punjab fino alla fine del 1846. Il durbar di Lahore chiese che le truppe rimanessero fino a quando il nuovo maharaja non avesse compiuto 16 anni e a tal scopo fu firmato il trattato di Bhyroval. Una condizione fondamentale del nuovo trattato era che un ufficiale britannico residente, con un'efficiente struttura di assistenti, doveva essere nominato dal governatore generale e rimanere a Lahore, con "piena autorità di dirigere e controllare tutte le questioni in ogni dipartimento dello Stato" (articolo 2 del trattato di Bhyroval). Maulvi Sayed Rajab Ali di Jagraon, uno stretto confidente di Lawrence, svolse un ruolo importante in questi negoziati. Lawrence fu nominato residente e iniziò a mettere insieme una squadra di assistenti, che sarebbero diventati famosi come gli Henry Lawrence's "Young Men".

### Convalescenza in Inghilterra e ritorno in India
Nel 1848, dopo un anno di relativa pace nel Punjab, Lawrence ottenne un congedo per malattia e accompagnò Hardinge in Inghilterra. Su raccomandazione di quest'ultimo, Lawrence fu nominato cavaliere commendatore dell'Ordine del Bagno. A marzo Lawrence fu ufficialmente sostituito come residente britannico a Lahore da Sir Frederick Currie. L'assassinio di Patrick Vans Agnew e W. A. Anderson a Multan e lo scoppio della seconda guerra anglo-sikh affrettarono il suo ritorno in India. Fu presente alla battaglia di Chillianwala e, pur non avendo un ruolo ufficiale, giocò un ruolo chiave nel persuadere Hugh Gough a non ritirare le sue truppe dopo la battaglia. La guerra fu infine vinta dalla Compagnia britannica delle Indie orientali e il Punjab divenne una provincia della Presidenza del Bengala.

### Consiglio di amministrazione del Punjab
La nuova Provincia del Punjab doveva essere amministrata sotto la supervisione di un consiglio di amministrazione: Lawrence ne fu nominato presidente. Nel consiglio fu assistito dal fratello John e da Charles Grenville Mansel, sotto i quali mantenne il suo gruppo di assistenti scelti personalmente. In qualità di presidente, Lawrence visitò in lungo e in largo la provincia, viaggiando ogni anno per tre o quattro mesi e percorrendo ogni giorno dalle trenta alle quaranta miglia. In ogni luogo visitava uffici pubblici, carceri e bazar, riceveva visitatori di tutte le classi sociali, ispezionava i reggimenti e la polizia e riceveva quotidianamente numerosoe petizioni. Nel suo diario annotò che sotto la sua amministrazione erano stati creati cinque reggimenti di cavalleria e di fanteria di alto livello, sei reggimenti di ottima polizia militare e 2700 poliziotti a cavallo, piantate migliaia di alberi, assicurati cravanserragli sulle strade principali e posti di polizia ogni due o tre miglia e presi provvedimenti in materia di istruzione.
Nonostante i successi conseguiti dal consiglio di amministrazione, erano sorte tensioni interne e il nuovo governatore generale, Lord Dalhousie, preferì concentrare il potere nelle mani di un unico amministratore. Fra i motivi di questa scelta ci fu l'insistenza di Lawrence nel voler risarcire la nobiltà e l'aristocrazia sikh, che erano finite in rovina a seguito alla sconfitta nella seconda guerra anglo-sikh. Lawrence, consapevole del pericoloso malcontento degli aristocratici, offrì loro generosa assistenza finanziaria; questa politica fu osteggiata sia dal fratello John che da Dalhousie. Sia Lawrence che il fratello John presentarono infine le loro dimissioni, ma Dalhousie scelse proprio John come nuovo luogotenente-governatore. Dalhousie spiegò la sua decisione affermando che, dopo alcuni anni di amministrazione militare nel Punjab, c'era ora bisogno di un'amministrazione civile, per la quale John Lawrence sarebbe stato più adatto. Questa scelta ferì profondamente Henry, che riteneva di aver dato prova delle sue capacità di amministratore civile nel corso dei vent'anni precedenti.

## Oudh e Rajputana

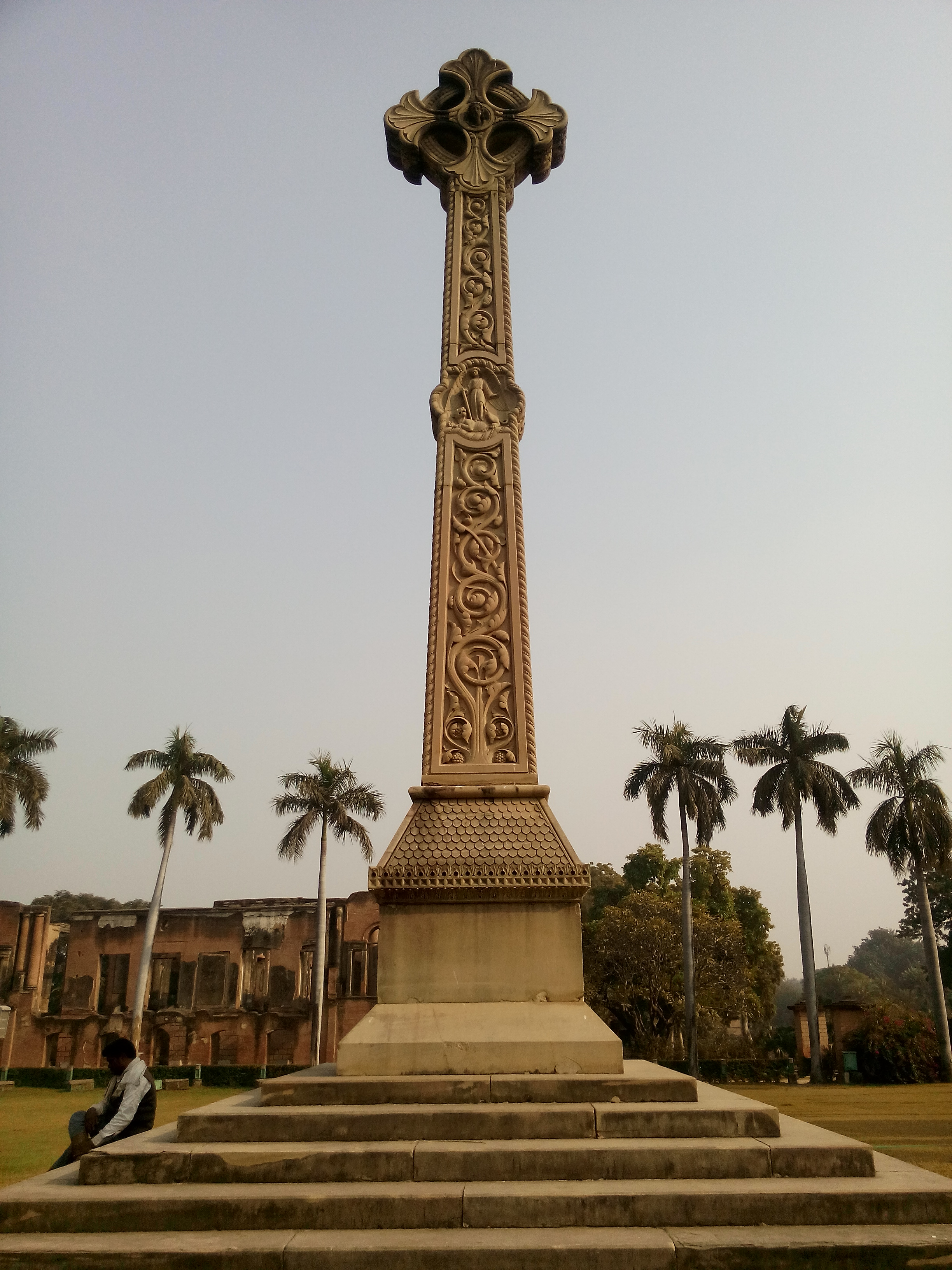
Alta croce in memoria di Sir Henry Lawrence, nella Residenza di Lucknow

Nel 1853 Lawrence fu nominato agente del governatore generale nel Rajputana. Gran parte delle sue energie furono dedicate a due obiettivi principali: l'abolizione della pratica del sati e la riforma del sistema carcerario. Mentre si trovava in Rajputana, la moglie Honoria morì e la salute di Lawrence cominciò a peggiorare. Ciò face nascere in lui prima il desiderio di succedere a Sir James Outram come residente a Lucknow, posto per il quale fu scartato a favore di un civile, e poi il desiderio di intraprendere un viaggio in Inghilterra.
Nel 1856 l'Oudh fu annesso dalla Compagnia britannica delle Indie Orientali. Il 21 marzo 1857 Lawrence fu nominato commissario capo dell'Oudh. Sotto il suo predecessore, Colville Coverley Jackson, gran parte dell'aristocrazia locale era caduta in disgrazia e si erano diffusi disordini. Un'ulteriore preoccupazione era rappresentata dal crescente malcontento tra i sepoy del Bengal Army, gran parte dei quali proveniva dall'Oudh. Lawrence si interessava da tempo all'esercito sepoy, di cui aveva notato i difetti. Aveva anche consigliato i governatori generali in merito necessità di dare ascolto alle preoccupazioni dei soldati e di attuare riforme, temendo che un'insurrezione tra i sepoy potesse dar adito a una più ampia agitazione popolare.

## Assedio di Lucknow

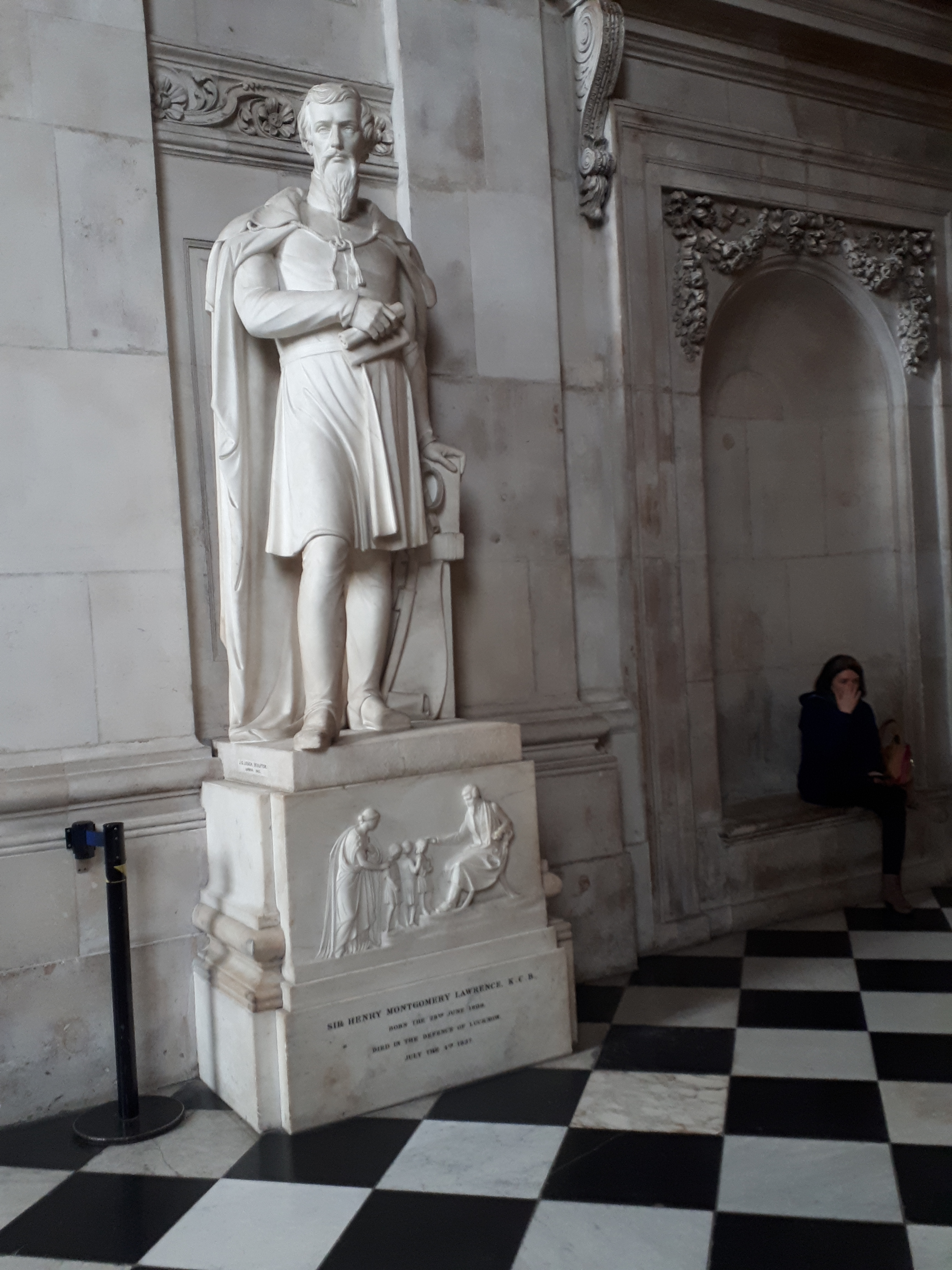
Memoriale di Sir Henry Lawrence nella Cattedrale di San Paolo, Londra

Nel maggio 1857 ebbero inizio i moti indiani. Lawrence si guadagnò un elogio per la sua pronta e decisiva gestione della rivolta di un reggimento nativo irregolare nei pressi di Lucknow, e fu insignito della piena autorità militare e civile dal governatore generale, Lord Canning. Organizzò una guarnigione di circa 1700 uomini e si rifugiò nella Residenza di Lucknow. La sua capacità di far fronte alla crisi fu tale che il governo britannico e il consiglio di amministrazione della Compagnia britannica delle Indie orientali ritennero necessario nominarlo governatore generale provvisorio dell'India in caso di morte o di dimissioni di Lord Canning.
La mattina del 30 giugno 1857, nonostante fosse stremato dalla malattia, Lawrence guidò una marcia verso Nawabgunj per affrontare alcuni reggimenti ammutinati che si avvicinavano a Lucknow. A circa sei o sette miglia dalla città entrò in contatto con una forza composta da 15000 soldati e trenta cannoni: l'artiglieria della forza irregolare dell'Oudh disertò e si unì agli insorti. In netta inferiorità numerica, Lawrence fu costretto a ritirarsi a Lucknow, subendo gravi perdite. La Residenza fu presto assediata dagli ammutinati, dando il via all'assedio della città. Il 1º luglio 1857 una granata colpì il suo alloggio nella Residenza; nonostante le suppliche dei suoi ufficiali, Lawrence rifiutò di spostarsi in un luogo più sicuro. Il giorno seguente, mentre era sdraiato su un lettino, una granata gli scoppiò accanto ferendolo gravemente ad una coscia. Il dottor Joseph Fayrer fu convocato per un consulto e decise che l'amputazione avrebbe solo aumentato le sue sofferenze e probabilmente accorciato la sua vita. Fayrer non gli diede che tre giorni di vita. Lawrence morì verso le otto del mattino del 4 luglio 1857. Fu sepolto la sera stessa in una tomba per soldati e si dice che nemmeno un ufficiale abbia assistito alla deposizione del suo corpo, tanto erano feroci i combattimenti che infuriavano in quel momento. Pare che, quando fu ferito, Lawrence abbia detto a coloro che lo circondavano: "Mettete sulla mia tomba solo questo: qui giace Henry Lawrence che ha cercato di fare il suo dovere". Questo epitaffio compare sulla sua lapide nel cimitero della Residenza.

## Istituzioni educative
Lawrence fondò per l'educazione dei figli dei soldati britannici quattro istituti noti come Lawrence Military Asylums. Tre di questi istituti sopravvivono tutt'oggi: la Lawrence School di Sanawar (Himachal Pradesh, India), la Lawrence School di Lovedale (Tamil Nadu, India) e il Lawrence College di Ghora Gali (Murri, Pakistan): il quarto, oggi non più esistente, si trovava a Mount Abu, nell'attuale Rajasthan.
Dopo lo scisma del 1843, insieme a Sir James Outram, Lawrence sostenne il reverendo Alexander Duff nella fondazione della Free Church Institution a Calcutta, istituzione rivale della General Assembly's Institution, fondata da Duff nel 1830. Queste due istituzioni si sarebbero poi fuse nello Scottish Churches College, noto dal 1929 (anno in cui la Chiesa di Scozia fu unificata) come Scottish Church College.

## Famiglia
Henry Lawrence e Honoria Marshall ebbero quattro figli: Honoria Letitia, Alexander Hutchinson, Letitia e Henry Waldemar. Nel 1858 il figlio maggiore Alexander fu creato I baronetto Lawrence, di Lucknow, in considerazione dei servizi resi dal padre.

## Opere
- (EN) Henry Montgomery Lawrence, Political Diaries of the Agent to the Governor General, North West Frontier and Resident at Lahore from 1 January 1847 to 4 March 1848, Allahabad, Pioneer Press, 1909.
- (EN) Henry Montgomery Lawrence, Adventures of an Officer in the Service of Runjeet Singh, Londra, Henry Colburn, 1845.
- (EN) Henry Montgomery Lawrence, Essays, Military and Political, Written in India, Londra, W. H. Allen & Co., 1859.

## Monumenti
Lawrence è commemorato da un'alta croce nel cimitero adiacente alla Residenza di Lucknow. Un monumento a lui dedicato, opera di John Graham Lough, si trova nel transetto sud della cattedrale di San Paolo di Londra e un memoriale, opera di John Henry Foley, è situato nella cattedrale di San Paolo di Calcutta.